# مطبخ سويسري

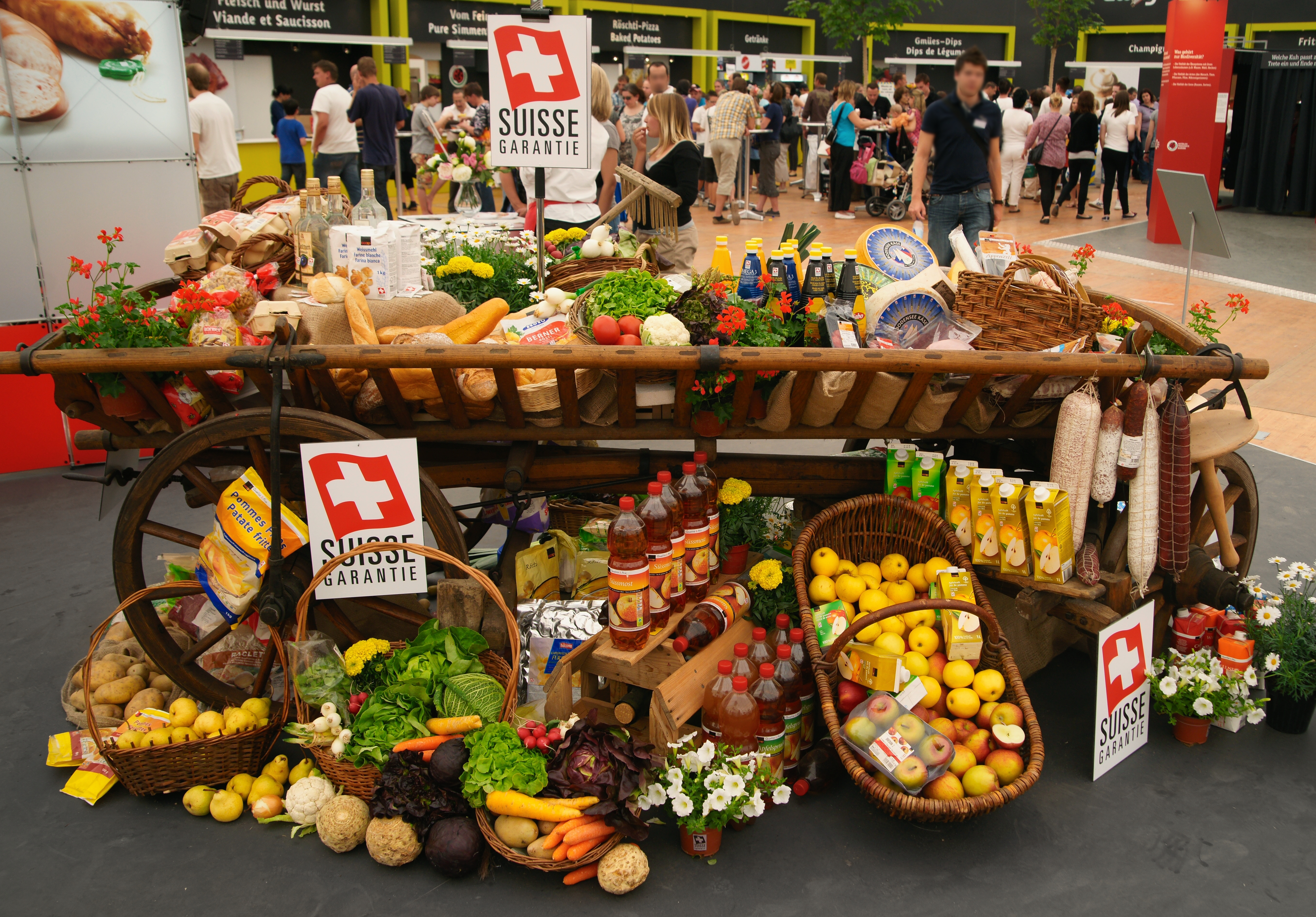
عربة مُحملة بأطعمة سويسرية

المطبخ السويسري متعدد الأوجه. في حين أن بعض الأطباق مثل فوندو، راكليتي أو روستي هي منتشرة في كل مكان عبر البلاد، وضعت كل المنطقة فن الطهو الخاصة به وفقا لاختلاف المناخ واللغات. يستخدم المأكولات السويسرية التقليدية المكونات مماثلة لتلك الموجودة في بلدان أوروبية أخرى، وكذلك منتجات الألبان والأجبان فريدة من نوعها مثل غروييري، التي تنتج في الوديان التي تعود إلى Emmental. عدد المنشآت راقية مرتفعة، لا سيما في غرب سويسرا.
أحرز الشوكولاته في سويسرا منذ القرن 18 ولكنها اكتسبت سمعتها في نهاية القرن 19 مع اختراع التقنيات الحديثة مثل كونشينغ وهدأ الذي مكن إنتاجه على مستوى جودة عالية. أيضا كان اختراق اختراع من شوكولاتة الحليب الصلبة في عام 1875 من قبل دانيال بيتر. سويسرا هي أكبر مستهلك في العالم من الشوكولا.
المشروبات الكحولية الأكثر شعبية في سويسرا هو النبيذ. سويسرا بارزة لمجموعة متنوعة من المزروعة العنب بسبب اختلافات كبيرة في terroirs، مع يمزج الخاصة من التربة والهواء والارتفاع والضوء.